# Curak
Curak je rječica u Gorskom kotaru, desna pritoka Kupice. Duga je 5,484 km. Izvire zapadno od Skrada. Na Curku se nalazi hidroelektrana Zeleni vir.
Prolazi kroz sljedeća naselja: Planina Skradska, Donji Ložac i Iševnica.